# Третьяков, Николай Спиридонович
Никола́й Спиридо́нович Третьяко́в (6 декабря 1918, Сарапульский уезд, Вятская губерния — 31 мая 1996, Первоуральск, Свердловская область) — полный кавалер ордена Славы, командир орудия 163-го Невельского гвардейского истребительно-противотанкового артиллерийского полка (207-я стрелковая дивизия, 3-я ударная армия, 1-й Белорусский фронт), гвардии ефрейтор.

## Биография
Родился в крестьянской семье в деревне Обухи Сарапульского уезда Вятской губернии.
Окончил 7 классов школы, работал счетоводом в Анжеро-Судженске Кемеровской области.
В декабре 1940 года Анжеро-Судженским райвоенкоматом был призван в ряды Красной армии. На фронтах Великой Отечественной войны с июня 1941 года.
В боях был дважды ранен. Участвовал в уличных боях и освобождении города Невель Псковской области.
В боях за высоту «Лысая» гвардии 11-12 июня 1944 года, проявленные мужество и героизм, за уничтожение пулемёта, дзота и 10 солдат противника, рядовой Третьяков приказом по 163-му истребительно-противотанковому полку от 27 июня 1944 года был награждён медалью «За отвагу».
В боях за деревню Паново в Псковской области 12 июля 1944 года гвардии рядовой Третьяков заменил раненого наводчика и уничтожил артиллерийское орудие противника, которое мешало продвижению танков. В боях за деревню Исаево — станковый пулемёт, блиндаж и до 15 солдат противника. Приказом по 207 стрелковой дивизии от 31 июля 1944 года он был награждён орденом Славы 3-й степени.
До конца 1944 года часть, в которой служил Третьяков, освобождала Прибалтику, затем была переведена в Польшу. В Висло-Одерской операции полк, в котором служил гвардии ефрейтор Третьяков, находилась во втором эшелоне и для полка новые испытания начались с операции по наступлению на Берлин.
18 февраля 1945 года командир орудия 163-го гвардейского истребительно-противотанкового полка гвардии ефрейтор Третьяков с расчётом в бою на подступах к Одеру в районе города Хассендорф (ныне Жулвино, Западнопоморское воеводство) прямой наводкой уничтожил два пулемёта, рассеял свыше взвода гитлеровцев. 19 февраля при отражении контратаки пехоты и танков противника подбил танк, после чего расчётом орудия экипаж был уничтожен огнём автоматов. На следующий день после этого принимал участие в отражении ночной контратаки, в ходе которой его расчётом было уничтожено до 40 солдат противника и подавлена пулемётная точка. Приказом от 13 марта 1945 года гвардии ефрейтор Третьяков Николай Спиридонович награждён орденом Славы 2-й степени (№ 7125).
В уличных боях в Берлине 30 апреля и 1 мая 1945 года, двигаясь в боевых порядка пехоты, он с орудием за два дня подавил пять пулемётов, два орудия, пять дзотов, уничтожил пять автомашин с боеприпасами, свыше 15 солдат и офицеров противника. Указом Президиума Верховного Совета СССР от 15 мая 1946 года гвардии ефрейтор Третьяков был награждён орденом Славы 1-й степени.
В 1946 году гвардии старшина Третьяков демобилизовался, уехал на жительство в город Первоуральск. Работал начальником военизированной охраны одного из предприятий.
В 1985 году в ознаменование 40-летия Победы был награждён орденом Отечественной войны 1-й степени.
В мае 1995 года принял участие в параде Победы на Красной площади.
Скончался 31 мая 1996 года. Похоронен в Первоуральске на городском кладбище.

## Комментарии
1. ↑  Деревня Обухи (Обухово), относившаяся к Каракулинской волости Сарапульского уезда, в последующем входила в состав Вятского сельсовета Каракулинского района Удмуртии; не сохранилась[2].